# McCullough Róma-sorozata
McCullough Róma-sorozata (eredeti angol címén Masters of Rome, magyarul: Róma urai) Colleen McCullough írónő az ókori Rómában játszódó történelmi regényfolyama. A sorozat a Római Köztársaság utolsó napjait, így Caius Marius, Lucius Cornelius Sulla, Cnaeus Pompeius Magnus, Caius Iulius Caesar és Caesar Augustus életét és politikai karrierjét mutatja be Kr. e. 110. január 1-jétől Kr. e. 27. január 16-ig. Magyarul - az első kötet kivételével - Szántó Judit fordításában jelent meg.

## Koncepció
A történetben fontos szerephez jutnak a következő történelmi személyek: VI. Mithridatész, Marcus Aemilius Scaurus, Publius Rutilius Rufus, Quintus Sertorius, Marcus Livius Drusus, Jugurtha, Spartacus, Marcus Licinius Crassus, Marcus Tullius Cicero, Marcus Calpurnius Bibulus, Marcus Porcius Cato, Publius Clodius, Titus Annius Milo, Vercingetorix, Marcus Iunius Brutus, Caius Cassius Longinus, Marcus Antonius, VII. Kleopátra, Caesarion és Marcus Vipsanius Agrippa. Minden könyvben található egy részletes jegyzetgyűjtemény, a szereplők rajzolt portréi és McCullough magyarázatai, miért írt le bizonyos eseményeket úgy, ahogy leírta. Az egyes regényekhez részletes kislexikon, s a történések főbb helyszíneit bemutató térképek, sőt gyakran alaprajzok is tartoznak, szintén az író munkái.  
A sorozat azon a tételen alapul, hogy Rómában, ahogy egyre nagyobb hatalomra tett szert a mediterrán térségben, a dolgok régi menete – a különböző, elsősorban arisztokratikus és kereskedelmi érdekek mérlegelésén keresztül – lehetetlenül nehézkessé vált. A városállam igazgatására kialakított intézményrendszer segítségével egyre nehezebbé vált a birodalom irányítása. Némely erős vezető (így a néppárti Marius, Sulla és Caesar) kísérletet tett arra, hogy kialakítsanak egy olyan autokratikus államot, melyben látszat szintjén megmaradnak a köztársasági jellemzők. Ellenfeleik, a konzervatív optimaták (boni) ellenállása tették szükségessé a császárság bevezetését. Saját bevallása szerint McCullough megpróbálta a történelmi személyeket a kor embereinek szemszögéből vizsgálni, így Caesart is nagy embernek, tetteit elkerülhetetlennek ábrázolja.

## Kötetek
| 1990 | Róma első embere (The First Man in Rome)     |
| 1991 | Fűkoszorú (The Grass Crown)                  |
| 1992 |                                              |
| 1993 | Fortuna kegyeltjei (Fortune's Favourites)    |
| 1994 |                                              |
| 1995 |                                              |
| 1996 |                                              |
| 1997 | Caesar asszonyai (Caesar's Women)            |
| 1998 | Caesar háborúi (Caesar)                      |
| 1999 |                                              |
| 2000 |                                              |
| 2001 |                                              |
| 2002 | Az októberi ló (The October Horse)           |
| 2003 |                                              |
| 2004 |                                              |
| 2005 |                                              |
| 2006 |                                              |
| 2007 | Antonius és Kleopátra (Antony and Cleopatra) |

1. Róma első embere (The First Man in Rome) (1990); Kr. e. 110–100
2. Fűkoszorú (The Grass Crown) (1991); Kr. e. 97–86
3. Fortuna kegyeltjei (Fortune's Favourites) (1993); Kr. e. 83–69
4. Caesar asszonyai (Caesar's Women) (1997); Kr. e. 67–59
5. Caesar háborúi (Caesar) (1998); Kr. e. 54–48
6. Az októberi ló (The October Horse) (2002); Kr. e. 48–41
7. Antonius és Kleopátra (Antony and Cleopatra) (2007); Kr. e. 41–27

McCullough eredetileg Az októberi lóval kívánta befejezni sorozatát, mivel véleménye szerint a Római Köztársaság végső pusztulásának a philippi csatát, Caesar gyilkosainak halálát kell tekinteni. A történészek azonban egy évtizeddel későbbre, Kr. e. 31-re datálják a Köztársaság végét, amikor az actiumi csata, Augustus és Marcus Antonius végső ütközetére került sor. A rajongók nyomására készült el McCullough egy további regénnyel, az Antonius és Kleopátrával, mely 2007 szeptemberében jelent meg angol nyelven, és 2009-ben magyarul.

## További tervek
Bob Carr, Új-Dél-Wales korábbi miniszterelnöke nyilvánosan állást foglalt amellett, hogy McCullough további kötetekkel bővítse sorozatát. Szerinte az írónőnek nem kellene kronologikusan folytatnia a történetet a második triumvirátustól a Iulius–Claudius- és a Flavius-dinasztián keresztül, hanem őket átugorva az öt jó császárral. Ám egy új regény születése már az írónő 2015 elején bekövetkezett halála előtt is valószínűtlen volt, mivel makuladegeneráció (sárgafolt-elfajulás) miatt látása erősen romlott.

## Magyarul
|                              | Puhafedeles kiadások | Keményfedeles (sorozatos) kiadások                                                 |
| ---------------------------- | --- | ---------------------------------------------------------------------------------- |
| Róma első embere (1990)      | 1991: Árkádia Könyvklub I. ISBN 963-307-196-8 II. ISBN 963-307-197-6 Össz. ISBN 963-307-195-X 1992: Árkádia Könyvklub I. II. Össz. ISBN 963-307-212-3 | 2000: Európa I. ISBN 963-07-6737-6 II. ISBN 963-07-6738-4 Össz. ISBN 963-07-6736-8 |
| Fűkoszorú (1991)             | 1993: Európa I. ISBN 963-0756-06-4 II. ISBN 963-07-5607-2 Össz. ISBN 963-07-5608-0                                                                    | 2000: Európa I. ISBN 963-07-6695-7 II. ISBN 963-07-6696-5 Össz. ISBN 963-07-6694-9 |
| Fortuna kegyeltjei (1993)    | 1996: Európa I. ISBN 963-07-6112-2 II. ISBN 963-07-6113-0 Össz. ISBN 963-07-6114-9                                                                    | 2001: Európa I. ISBN 963-07-6695-7 II. ISBN 963-07-6696-5 Össz. ISBN 963-07-6694-9 |
| Caesar asszonyai (1997)      | 1997: Európa I. ISBN 963-07-6272-2 II. ISBN 963-07-6273-0 Össz. ISBN 963-07-6250-1                                                                    | 2001: Európa I. ISBN 963-07-6950-6 II. ISBN 963-07-6951-4 Össz. ISBN 963-07-6949-2 |
| Caesar háborúi (1998)        | 1998: Európa I. II. Össz. ISBN 963-07-6437-7 | 2001: Európa I. ISBN 963-07-6921-2 II. ISBN 963-07-6922-0 Össz. ISBN 963-07-6920-4 |
| Az októberi ló (2002)        | 2004: Európa I. II. Össz. ISBN 963-07-7796-7 | 2004: Európa I. ISBN 963-07-7627-8 II. ISBN 963-07-7696-0 Össz. ISBN 963-07-7697-9 |
| Antonius és Kleopátra (2007) | 2011: Európa ISBN 978-963-07-9185-4 | 2009: Európa ISBN 978-963-07-8844-1                                                |

### Az első magyar fordítások
- Róma első embere, 1-2.; ford. Dániel Anna et al., ill. a szerző; Árkádia, Bp., 1991
- Fűkoszorú, 1-2.; ford. Szántó Judit; Európa, Bp., 1993
- Fortuna kegyeltjei, 1-2.; ford. Szántó Judit; Európa, Bp., 1996
- Caesar asszonyai, 1-2.; ford. Szántó Judit; Európa, Bp., 1997
- Caesar háborúi, 1-2.; ford. Szántó Judit; Európa, Bp., 1998
- Az októberi ló. Caesar és Kleopátra regénye, 1-2.; ford. Szántó Judit; Európa, Bp., 2004
- Antonius és Kleopátra; ford. Szántó Judit; Európa, Bp., 2009

## Fordítás
- Ez a szócikk részben vagy egészben  a   Masters of Rome című angol Wikipédia-szócikk ezen változatának fordításán alapul.  Az eredeti cikk szerkesztőit annak laptörténete sorolja fel. Ez a jelzés csupán a megfogalmazás eredetét és a szerzői jogokat jelzi, nem szolgál a cikkben szereplő információk forrásmegjelöléseként.